# والتر وور
والتر وور (به آلمانی: Walther Wever) (۱۱ نوامبر ۱۸۸۷–۳ ژوئن ۱۹۳۶) نظامی بلندپایه آلمانی در دوره رایش سوم بود که پیش از جنگ جهانی دوم در لوفت‌وافه خدمت کرد و نخستین رئیس ستاد آن بود. او سال ۱۹۳۶ در اثر سقوط هواپیما جان باخت.

## سال‌های اولیه
والتر وور روز سال ۱۸۸۷ در پوزن زاده شد. سال ۱۹۰۵ به عنوان افسر دانشجو به نیروی زمینی امپراتوری آلمان پیوست. هنگام آغاز جنگ جهانی اول در سال ۱۹۱۴، فرمانده یک دسته در جبهه غربی بود. سال ۱۹۱۵ به درجه سروان ترفیع گرفت و وارد ستاد کل شد. از اوایل سال ۱۹۱۷ در ستادهای فیلدمارشال پاول فون هیندنبورگ و سپهبد اریش لودندورف خدمت کرد. در این جایگاه‌ها تا حدودی در طرح‌ریزی‌های عملیاتی مشارکت داشت. وور مدتی آجودان لودندورف بود.

## رایشسور
وور پس از جنگ در رایشسور باقی ماند و در دفتر نیرو (عنوان پوششی ستاد کل) قرار گرفت. او فردی مورد وثوق ارتشبد هانس فون زکت، رئیس فرماندهی نیروی زمینی، بود. سال ۱۹۲۶ به درجه سرگرد و سال ۱۹۳۰ به درجه سرهنگ دوم ترفیع گرفت.

## ورماخت
ترفیع درجه:
- ۱۵ مارس ۱۹۰۵: ستوان دوم
- ۱۴ فوریه ۱۹۱۴: ستوان یکم
- ۱۸ ژوئن ۱۹۱۵: سروان
- ۱ فوریه ۱۹۲۶: سرگرد
- ۱ آوریل ۱۹۳۰: سرهنگ دوم
- ۱ فوریه ۱۹۳۳: سرهنگ
- ۱ اکتبر ۱۹۳۴: سرتیپ
- ۱ آوریل ۱۹۳۶: سرلشکر

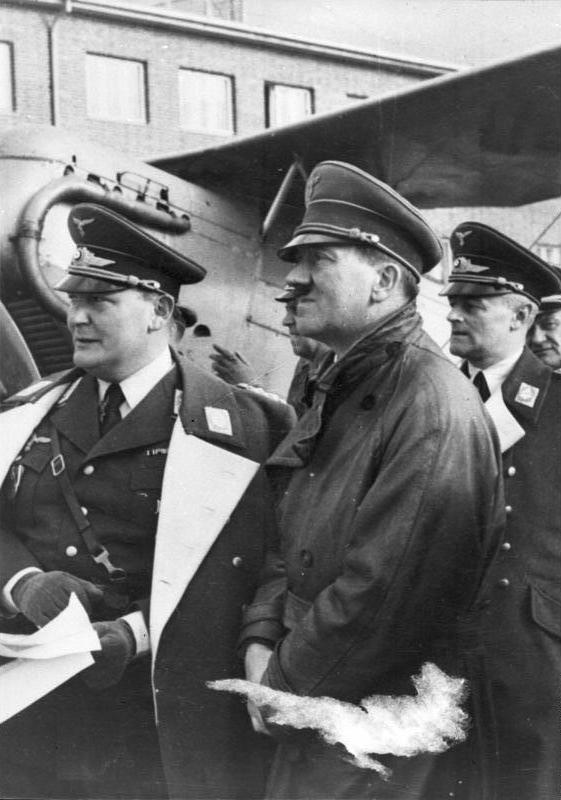
راست، پشت سر هیتلر، ۱۹۳۵

ورر هنگام به قدرت رسیدن آدولف هیتلر در سال ۱۹۳۳، رئیس بخش آموزش نیروی زمینی بود. از همین سال لوفت‌وافه، نیروی هوایی جدید آلمان، به شکل مخفیانه تشکیل شد. سرهنگ ورر به عنوان یک افسر ستادی قابل، از طرف سپهبد ورنر فون بلومبرگ، وزیر دفاع آلمان، به عنوان رئیس دفتر فرماندهی لوفت‌وافه منصوب گشت. از همان هنگام پرواز را فرا گرفت اما مجموعاً تنها کمتر ۲۰۰ ساعت پرواز برای او ثبت شده‌است. وور در مدت کوتاهی بر امور بنیادین نحوه پیشبرد و گسترش لوفت‌وافه مسلط شد. وور اعتقاد راسخی ناسیونال سوسیالیسم داشت. با برداشتی که از نوشته‌های هیتلر در کتاب نبرد من حاصل کرد، به این نتیجه رسید که جنگ آینده آلمان برای فضای حیاتی، نه با فرانسه و بریتانیا، بلکه با شوروی خواهد بود. از این رو سعی کرد لوفت‌وافه را به یک نیروی جنگ هوایی راهبردی تبدیل کند. او پیگیر طراحی بمب‌افکن‌های راهبردی برای حمله به تأسیسات صنعتی و تسلیحاتی در اعماق خاک دشمن بود. برنامه موسوم به «بمب افکن اورال» در این زمینه مطرح گشت که در آن هواگرد چهار موتوره‌ای تولید می‌شد که قادر بود با طی مسافتی بیش از ۲٬۰۰۰ کیلومتری به از خاک آلمان به کوه‌های اورال یا حتی فراتر از آن برساند. تا سال ۱۹۳۶ دو پیش‌نمونه یونکرس یو ۸۹ و دورنیه دو ۱۹ بدین منظور آماده شد که عملکرد نسبتاً امیدآفرینی داشتند. با این وجود سرلشکر وور هنوز کاملاً از آن‌ها راضی نبود و از صنعت هواگردسازی ساخت نمونه‌هایی با توان بیشتر طراحی کنند. تحت هدایت و نظارت او کار تحقیق و توسعه در این باره پیشرفت چشمگیری حاصل نمود. در این حال مخالفت‌های جدی نیز با این طرح ابراز می‌شد. به هر حال وور از روابط سیاسی خود با سطوح بالای حکومتی به خوبی در این زمینه استفاده می‌کرد.

## مرگ
وور روز ۳ ژوئن سال ۱۹۳۶ به درسدن پرواز کرد تا برای دانشجویان دانشکده هوایی جنگ سخنرانی کند. پس از مراسم وقتی به فرودگاه رفت کمک‌خلبان خود را نیافت. او برای بازگشت به برلین عجله داشت تا در مراسم خاکسپاری سپهبد کارل لیتسمان، کهنه‌سرباز جنگ جهانی اول، شرکت کند. همین عجله سبب صرف نظر از بازرسی‌های معمول هواگرد پیش از پرواز شد. وور پیش از این تنها یک یا دو بار با هواگرد هائی ۷۰ پرواز کرده بود. با شتاب‌زدگی متوجه نشد قفل شهپرها باز نشده‌است. هواگرد تقریباً بلافاصله پس از برخاست دچار واماندگی شد و پس از باند سقوط کرد و منفجر شد. سرلشکر والتر وور در اثر این سانحه در دَم جان باخت.